# Abraham Santibáñez
Abraham Santibáñez Martínez (Santiago, 11 de junio de 1938) es un periodista y profesor universitario chileno, especializado en periodismo interpretativo y de opinión, experto en ética periodística. En 2015 fue galardonado con el Premio Nacional de Periodismo.

## Familia y primeros años
Nació en Santiago en 1938, y fue el primero de tres hijos de Abraham Santibáñez Villarroel, trabajador de fundición, y Berta Martínez Lauriani, químico-farmacéutica.
Durante su infancia se mudaron varias veces, en busca de aires apropiados para la enfermedad pulmonar del padre. Vivieron en Til Til, donde Berta instaló una farmacia a la que bautiza «Manuel Rodríguez», en honor a Manuel Javier Rodríguez Erdoíza.
Finalmente se radicaron en la comuna de La Cisterna, instalando la primera farmacia del lugar, donde los cisterninos acudían a comprar remedios a cualquier hora y además obtener un buen consejo de "la señora Bertita".
Está casado con la marionetista Ana María Allendes, con quien tiene dos hijos: María Paz y José Miguel (fallecido 2020).

## Estudios
De sus estudios secundarios, siempre recuerda con afecto su paso por el Instituto Nacional General José Miguel Carrera, y el intento de continuar el negocio familiar, con un año de estudio en Química y Farmacia donde en realidad se dedicó a hacer diarios murales, según sus propias palabras. 

Posteriormente -y ya con una vocación bien clara- ingresó a la Escuela de Periodismo de la Universidad de Chile siendo alumno, entre otros de Luis Hernández Parker, completando su trabajo de titulación (La Nueva Aurora) en 1966.

## Carrera periodística
Su primer trabajo -en calidad de periodista egresado- fue en el semanario La Voz (1959-1965), del Arzobispado de Santiago, actividad que lo llevó a ser testigo presencial del Concilio Vaticano II en Roma. Ya titulado, ocupa el puesto de redactor en revista Vea.
En 1968 contribuyó a la reformulación de la revista Ercilla, aplicando los conceptos de la fórmula Time; en dicha revista trabajó desde 1968 a 1976 primero como editor internacional y luego como subdirector. Estando en esta revista, en 1973, difunde información del operativo de guerra psicológica, Plan Z, orquestado por el servicio de inteligencia, para mentir a la población diciendo que existía un plan de la UP para llevar a cabo un autogolpe, donde se asesinaría a los altos mandos de las FFAA y así generar un contexto de justificación a los peores crímenes de la historia de Chile, desatados por la dictadura cívico militar de Pinochet.
En mayo de 1977, siguiendo a Emilio Filippi, junto a la mayor parte del equipo de la revista Ercilla, crean la revista Hoy, de la cual fue subdirector y posteriormente director, hasta febrero de 1990.
En 1978, y en su calidad de subdirector de Revista Hoy, formó parte del equipo que acompañó a los seminaristas que abrieron los hornos de Lonquén, donde se encontraron los primeros restos físicos de detenidos desaparecidos.
En marzo de 1990, por invitación expresa del presidente Patricio Aylwin, se hizo cargo de la dirección del diario La Nación, cargo que mantuvo hasta el siguiente cambio de gobierno en marzo de 1994.
Actualmente es columnista de los diarios El Sur de Concepción, El Día de La Serena, El Libertador de Rancagua, El Centro de Talca, El Diario de Aysén y La Prensa Austral de Punta Arenas. También mantiene un blog de publicación quincenal, en http://abe.cl donde además incorpora un consultorio de ética periodística.

## Actividad académica
Ha hecho clases en distintas universidades, incluyendo la Universidad de Chile, Universidad Católica de Chile, Universidad de Santiago de Chile y Universidad de Concepción, destacándose su cátedra de periodismo interpretativo, cuyo texto guía escribió.
Desde 1988 a 2009 y en forma paralela a su actividad profesional, fue profesor de la Escuela de Periodismo de la Facultad de Comunicación y Letras de la Universidad Diego Portales (escuela que ayudó a crear). En 2006, fue elegido entre sus pares, con la primera mayoría, para representarlos ante el Consejo Académico de la Universidad Diego Portales.
Además dirigió el programa de cursos para Periodistas en Actividad en convenio con los diarios regionales de la empresa El Mercurio y con la Asociación Nacional de la Prensa.

## Actividades destacadas
- Secretario General del Instituto de Chile.
- Miembro de Número de la Academia Chilena de la Lengua.
- Es miembro del Consejo Acreditador de la Sociedad Interamericana de Prensa (CLAEP) con sede en Buenos Aires, Argentina.
- Actualmente es miembro del Consejo de Ética de los Medios de Comunicación de Chile, anteriormente lo fue en el Tribunal Nacional de Ética del Colegio de Periodistas de Chile.
- Fue Presidente del Colegio de Periodistas de Chile en los años 2008 - 2010, período en que se pudo cumplir el ansiado sueño de instalar en Santiago una estatua en recuerdo de Camilo Henríquez.
- En 1994 recibió el premio Alejandro Silva de la Fuente de la Academia Chilena de la Lengua.
- En 2001 recibió el Premio Embotelladora Andina - Coca Cola por su actividad periodística.
- Ha participado en evaluación de proyectos de investigación de Fondecyt y de las Universidades de Concepción, de Santiago y Santo Tomás.
- Ha integrado comisiones para la designación de directores de las Escuelas de Periodismo de la Usach y de La Serena.
- También integró el Comité de búsqueda del Rector de la Universidad Silva Henríquez (2009).
- En 2015 recibió el Premio Nacional de Periodismo de Chile, otorgado por el Estado por su destacada carrera.

## Publicaciones
- "¿Ética periodística? Ja, ja, ja". (2013) Bravo y Allende editores, Santiago de Chile.
- "Aylwin". (2013) Reedición digital del libro publicado en 1994.
- "Grandes chilenos del Bicentenario". Publicación de la Comisión Bicentenario dedicada a los diez personajes que han recibido el Premio Bicentenario. (2010)
- "La Patria anhelada". Obra en celebración del centenario del Cardenal Raúl Silva Henríquez. Editada por la Fundación Silva Henríquez y la Universidad Cardenal Silva Henríquez. (2008)
- "La herencia de un Educador Pastor", historia de la Universidad Católica Silva Henríquez centrada en la figura del Cardenal. Ediciones UCSH. (2007)
- "Entre el Horror y la Esperanza". Editorial edebé. Recopilación de textos a 30 años del golpe militar. (2003)
- "Tras la esquiva mariposa azul. Periodismo, ética y nuevas tecnologías". Edición propia. Recopilación de textos recientes sobre estos temas. (2003)
- "Dios en la Prensa". Capítulo tercero del libro "Dios en el mundo de hoy", editado por la Universidad Diego Portales. Santiago de Chile. (2003)
- "Internet News Reporting". Artículo en la "Encyclopedia of International Media and Communications", Donald H. Joohnston, editor. Academic Press. San Diego California, Estados Unidos. Obra en cuatro tomos. (2003)
- Editor y autor de dos capítulos del libro "La Etica Periodística en el nuevo milenio". Obra conjunta de las Universidades Diego Portales (Santiago de Chile) y Lousiana State (Estados Unidos). (2001)
- "50 preguntas (y sus respuestas) para entender el Periodismo: De Gutenberg a Mc Luhan, pasando por Fray Camilo" Editado por la Universidad Diego Portales.
- "Géneros Periodísticos". (Con el profesor José Miguel Infante). Editado por la Universidad Diego Portales.
- "Periodismo Interpretativo. Los secretos de la fórmula Time". Ed. Andrés Bello.
- "Introducción al Periodismo". Ed. Los Andes